# Arjun
Arjun (sanskr. अर्जुन) – indyjski czołg podstawowy, produkowany od 2004 roku, w armii indyjskiej od 2007 roku. Nazwa czołgu pochodzi od Ardźuna - jednego z bohaterów eposu Mahabharata.

## Rozwój
Arjun jest pierwszym zaprojektowanym od podstaw indyjskim czołgiem  krajowej produkcji. Projektowanie maszyny rozpoczęto w roku 1974, jednak prototyp pojawił się dopiero w roku 1987. Arjun ma być następcą użytkowanego wcześniej czołgu Vijayanta.
Sześć pierwszych prototypów wyposażono w niemieckie silniki diesla MTU MB 838 Ka-501, rozwijające 1400 KM i połączone z automatyczną przekładnią Renk. Prawdopodobnie żaden z pierwszych prototypów nie był opancerzony lecz wykonany jedynie z miękkiej stali. Czołgi w wersji produkcyjnej wyposażono w kompozytowy pancerz (opracowany przez Indyjskie Metalurgiczne Laboratorium Obrony, a produkowany przez Mishra Dhatu Nigam) o nazwie Kanchan. Osprzęt termowizyjny opracowało laboratorium Organizacji Badań i Rozwoju Obrony (DRDO – Defence Research and Development Organisation) w Dehra Dun. W latach 1983–1989 Indie z myślą o prototypach importowały 42 silniki i skrzynie biegów o wartości 15 milionów dolarów. W 2007 roku Indyjski Parlamentarny Komitet Obrony zobowiązał DRDO do znalezienia zagranicznego wsparcia do rozwiązania wciąż pojawiających się problemów przy konstrukcji Arjuna. Czołg jest w fazie rozwoju od ponad 30 lat, a koszt programu Arjun wzrósł ze 155 milionów rupii w 1974 do 3,06 miliarda w 2005 roku. Po szeroko zakrojonych badaniach nad licznymi prototypami Arjuna zdecydowano się na uruchomienie produkcji pierwszej partii 124 czołgów, z czego wyprodukowano jedynie 15 sztuk, a tylko 5 zostało wcielonych do formacji zbrojnych. W połowie 2007 roku Armia Indyjska zobowiązała się do przeprowadzenia pod koniec tegoż roku testów 14 czołgów Arjun MBT.

## Opis konstrukcji
Ogólne rozplanowanie Arjuna jest klasyczne. Z przodu pojazdu znajduje się przedział kierowcy, w środku przedział bojowy i wieża, a z tyłu tzw. Power Pack. Nadwozie i wieża jest spawana ze stali pancernej z możliwością dołączenia dodatkowego pancerza. Podwozie i układ jezdny czołgu Arjun składa się z 1400 konnego silnika MTU 838 Ka 501 Diesel i hydromechanicznej przekładni biegów, kół nośnych opartych na zawieszeniu hydropneumatycznym, zintegrowanego systemu paliwowego, zaawansowanej instalacji elektrycznej oraz innych urządzeń specjalnych jak automatyczny system p-poż. Podwozie sfabrykowane jest z walcowanej płyty stalowej wykorzystując nowoczesne metody spawania. Pancerz przedni z wielowarstwowego materiału Kanchan umieszczony jest między stalowymi płytami. Zewnętrzne zawieszenie hydropneumatyczne umożliwia zmianę prześwitu pojazdu i płynną jazdę w nierównym terenie.

## Uzbrojenie
Główne działo to gwintowana armata 120 mm mająca strzelać pociskami APFSDS (podkalibrowymi z odrzucanym sabotem), HE (odłamkowo-burzącymi), HEAT (kumulacyjnymi), HESH (przeciwpancernymi pociskami odkształcalnymi) oraz pociskami dymnymi. Wykonane jest ze stali przetapianej elektrożużlowo i wyposażone w rękaw termiczny oraz odsysacz gazów. Sprzężony karabin maszynowy 7,62 mm wraz z przeciwlotniczym karabinem maszynowym 12,7 mm zainstalowane są na dachu wieży. Nowy wysoko energetyczny ładunek miotający opracowany przez Laboratorium Badań i Rozwoju Materiałów Wybuchowych w Pune zwiększa prędkość wylotową i zdolność przeszywającą pocisków. Wszystkie pociski 120 mm posiadają częściowo spalające się łuski. Uzbrojenie uzupełnia prawdopodobnie współosiowy karabin maszynowy PKT kal. 7,62mm i wielkokalibrowy przeciwlotniczy karabin maszynowy NSWT kal. 12,7mm. W wersji Arjun Mk.II przewidziano możliwość użycia rakiet LAHAT i amunicji termobarycznej.